# Алтена (Дренте)
Алтена (нід. Altena) — село в нідерландській провінції Дренте. Входить до муніципалітету Норденвелд.
Його площа становить 0,19 км², а населення станом на 2021 рік складало 320 осіб.